# لي شو
لي شو (بالإنجليزية: Lee Shaw)‏ هي عازفة بيانو وموسيقية أمريكية، ولدت في 25 يونيو 1926 في أدا في الولايات المتحدة، وتوفيت في 25 أكتوبر 2015.

## وصلات خارجية
- لي شو على موقع ميوزك برينز (الإنجليزية)
- لي شو على موقع أول ميوزيك (الإنجليزية)
- لي شو على موقع ديسكوغز (الإنجليزية)